# Luigi Balzarini
Luigi Balzarini (Masera, 29 de abril de 1935 - Verbania, 12 de febrero de 2014) fue un futbolista italiano que jugaba en la demarcación de portero.

## Biografía
Hizo su debut como futbolista en 1956 a los 21 años de edad con el Brescia Calcio tras ser fichado de las filas inferiores del USD Juventus Domo. Tras tres años en el club y 60 partidos jugados, fichó por el Modena FC, con quien ganó la Serie C en 1961, ascendiendo de esta forma a la siguiente categoría de la liga italiana. En 1963 fue traspasado al AC Milan, jugando además la final de la Copa Intercontinental de 1963 contra el Santos FC de Pelé, partido que acabó en derrota del conjunto milanista. Posteriormente jugó para el Calcio Lecco 1912. Tras un breve paso por el Atalanta BC, volvió al Calcio Lecco 1912 para jugar hasta 1969. Finalmente en 1970 se retiró como futbolista en el Piacenza Calcio a los 35 años de edad.
Falleció el 12 de febrero de 2014 en Verbania a los 78 años de edad tras una larga enfermedad.

## Clubes
| Club              | País   | Año         | Partidos |
| ----------------- | ------ | ----------- | -------- |
| Brescia Calcio    | Italia | 1956 - 1959 | 60       |
| Modena FC         | Italia | 1959 - 1963 | 113      |
| AC Milan          | Italia | 1963 - 1966 | 24       |
| Calcio Lecco 1912 | Italia | 1966 - 1967 | 13       |
| Atalanta BC       | Italia | 1967 - 1968 | 7        |
| Calcio Lecco 1912 | Italia | 1968 - 1969 | 14       |
| Piacenza Calcio   | Italia | 1969 - 1970 | 23       |

## Palmarés

### Campeonatos nacionales
| Título  | Club      | País   | Año  |
| ------- | --------- | ------ | ---- |
| Serie C | Modena FC | Italia | 1961 |